# Frères de sang (film, 2018)
Pour les articles homonymes, voir Frère de sang (homonymie).
Pour plus de détails, voir Fiche technique et Distribution.
Frères de sang (La terra dell'abbastanza) est un film écrit et réalisé par les frères D'Innocenzo et sorti en 2018 au cinéma. C'est leur première œuvre, récompensée par un Ruban d'argent du meilleur nouveau réalisateur et un Amilcar de la critique au Festival du film italien de Villerupt 2018.

## Synopsis
Mirko et Manolo sont amis. Ils vivent dans un quartier de banlieue de Rome et fréquentent l'école hôtelière, qu'ils espèrent finir au plus vite pour devenir barmen.
Un soir, à bord de leur véhicule utilitaire, ils renversent quelqu'un et prennent la fuite sans lui porter secours. Après les moments initiaux passés à se sentir coupables, les deux amis découvrent que cet évènement tragique peut être une opportunité pour eux : l'homme renversé était un « repenti » du petit clan des Pantano, criminels de la zone. Ils ont gagné le droit d'entrer dans le clan, et reçoivent le respect et l'argent qu'ils n'ont jamais eu.
Guidés par Angelo le truand, les deux amis commencent à travailler comme tueurs pour le clan, assassinant quelques débiteurs pour le compte d'Angelo, sans se rendre vraiment compte de leurs actions.
Le pouvoir qu'ils tirent de l'argent n'empêche pas que Mirko s'éloigne toujours plus de ses sentiments : il se sépare de sa compagne Ambra et se fâche avec sa mère. Après quelque temps, Manolo et Mirko obtiennent une autre mission d'Angelo : tuer un ancien boxeur qui s'est réfugié près de Rieti. Manolo réussit à le tuer sans problème, mais juste après il se pointe le pistolet à la tempe et se donne la mort.
Mirko, secoué par le geste extrême de son ami, décide après longue réflexion d'aller à la police pour tout avouer, mais un instant avant d'entrer au commissariat, il est abattu d'un coup de feu provenant d'une voiture.

## Fiche technique
- Titre original : La terra dell'abbastanza
- Titre français : Frères de sang
- Réalisation : Damiano et Fabio D'Innocenzo
- Scénario : Damiano et Fabio D'Innocenzo et Pietro Seghetti
- Costumes : Massimo Cantini Parrini
- Photographie : Paolo Carnera
- Montage : Marco Spoletini
- Musique : Toni Bruna
- Pays d'origine : Italie
- Format : Couleurs - 35 mm - 2,35:1
- Genre : drame
- Durée : 95 minutes
- Dates de sortie :
  -  Allemagne : 17 février 2018 (Berlinale 2018)
  -  Italie : 7 juin 2018
  -  France : 14 novembre 2018

## Distribution
- Andrea Carpenzano : Manolo
- Matteo Olivetti : Mirko
- Milena Mancini (it) : Alessia
- Max Tortora (it) : Danilo
- Giordano De Plano (it) : Simone
- Michela De Rossi : Ambra
- Walter Toschi : Carmine
- Luca Zingaretti : Angelo
- Yan Lovga : Le Prince

## Accueil
Le film est sorti dans les salles italiennes le 7 juin 2018, totalisant des rentrées finales de 200 000 euros. Il est sorti dans les salles françaises le 14 novembre 2018.
Pour Frédéric Strauss de Télérama, « dans un cinéma italien qui parle beaucoup de la Mafia, ce qu'apportent de neuf les frères Damiano et Fabio D'Innocenzo, c'est la vitesse. Tout va très vite dans ces vies d'étudiants qui bifurquent, basculent dans la violence, la richesse, la folie. Au réalisme très convaincant du film s'ajoute une mélancolie poignante : il s'agit de la jeunesse qui s'efface, de l'adieu à la vie normale, à la vie tout court. ».
Pour Marius Chapuis de Libération, « en italien, le film s'appelle la Terra Dell'Abbastanza, « la terre du ras-le-bol ». Evocation de ces territoires comme Tor Bella Monaca, banlieue pérave de Rome où ont grandi Damiano et Fabio D'Innocenzo, et où l'horizon est si bouché que le basculement dans le crime peut ressembler à un choix de carrière. ».

## Distinctions

### Récompenses
- Rubans d'argent 2018 :
  - Ruban d'argent du meilleur nouveau réalisateur[4] ;
  - Ruban d'argent spécial du meilleur scénario aux frère d'Innocenzo ;
  - Meilleure première œuvre.
- Festival du film italien de Villerupt 2018 : Amilcar du jury de la critique[5].

### Nominations et sélections
- Berlinale 2018 : sélection en section « Panorama »[6].
- Festival international du film policier de Beaune 2018 : sélection en compétition.
- Arras Film Festival 2018 : sélection en section « Découvertes européennes ».
- Rubans d'argent 2018 :
  - Nomination au ruban d'argent du meilleur producteur pour Pepito Produzioni - Agostino, Maria Grazia, Giuseppe Saccà ;
  - Nomination au ruban d'argent des meilleurs costumes pour Massimo Cantini Parrini.